# Zygomyia ovata
Zygomyia ovata är en tvåvingeart som beskrevs av Zaitzev 2002. Zygomyia ovata ingår i släktet Zygomyia och familjen svampmyggor. Inga underarter finns listade i Catalogue of Life.